# Poesía trans
La poesía trans es un tipo de literatura transgénero que explora la individualidad, la identidad de género y los relatos de experiencias de vida de poetas transgénero. Algunos aspectos de la poesía trans caen bajo el paraguas de la literatura de protesta y hablan de la cosmovisión hegemónica, presentando la agenda de injusticia a la que son sometidos los oprimidos. Otros ejemplos de poesía trans analizan las adversidades que padecen las mujeres y los hombres trans binarios. Las categorías enumeradas exploran las contribuciones de notables poetas trans como Lee Mokobe, autor de "What it Feels Like to be a Transgender", Ely Shipley, autor de "Boy with Flowers" y Shilok Mukkati, autor de "Kinnaras of the Dark World".

## Historia
Uno de los primeros ejemplos de poesía transgénero es una pieza del poeta francés Kalonymus ben Kalonymus, "Oración por la transformación". "Oración por la transformación" es una selección del poema "Even Bohan", del que existen varias ediciones que datan del siglo XV. Kalonymus articula sus experiencias y dificultades para lograr la aprobación social por querer convertirse en mujer a través de sus obras literarias. Los historiadores creen que este es el poema registrado más antiguo que trata sobre la disforia de género. En comparación con las obras de Kalonymus, se puede encontrar una colección de obras literarias históricas modernizadas de poesía transgénero en una antología compilada por Rupert Raj, un activista trans galardonado y hombre transgénero. Esta antología cubre piezas poéticas de 1967 a 1991 que abarcan más de 160 poetas transgénero y que se dividen y categorizan en tres libros.

### Eventos notables
- Trace Peterson creó el primer curso de poesía transgénero de los Estados Unidos en el Hunter College. (2015)[4]
- El primer encuentro de poesía transgénero financiado por el gobierno de la India organizado por la Sahitya Akademi. Este evento fue presidido por Manabi Bandyopadhyay, una escritora transgénero y directora universitaria. (2018)[5]

## Poetas trans notables
Lee Mokobe es un poeta publicado, activista de derechos humanos, orador de TEDx y fundador de Vocal Revolutionaries de Ciudad del Cabo, Sudáfrica. El trabajo de Mokobe abarca cuestiones LGBTQ+, discriminación de género y la historia africana. Su poema más notable es "What It's Like Being Transgender" en el que expresa su dificultad como individuo trans.[cita requerida]
Ely Shipley es un autor, poeta y profesor de Washington, EE. UU. Las obras de Shipley incluyen “Boy with Flowers”, que trata sobre las dificultades de la infancia, y “Some Animal”. Ha sido nominado y ganado varios premios por sus obras literarias.[cita requerida]
Shilok Mukkati es una feminista interseccional que tiene formación en danza, teatro, oratoria y poesía. El trabajo de Mukkati tiene como objetivo transmitir mensajes significativos a la comunidad LGBTQ+ que se cruzan con sus propias experiencias y sentimientos. Su obra abarca desde la literatura y el arte queer hasta el activismo en la India. Kinnaras of the Dark World es uno de los trabajos queer más notables de Mukkati en forma de cortometrajes.

## Características
La poesía trans agudiza las líneas borrosas entre las ambigüedades de la identidad de género al utilizar la dicción poética para romper los hábitos lingüísticos inmutables, lo que permite a sus lectores resistir las convenciones heteronormativas. La poesía trans permite al escritor reflexionar sobre la propia identidad a través de un punto de vista psicológico y fisiológico. La capacidad de la poesía para ampliar los límites del lenguaje y del pensamiento ha sido un tema recurrente desde mediados del siglo XIX entre poetas de renombre como Walt Whitman y Emily Dickinson.
Ely Shipley sigue esta tradición a través de sus deseos ilustrativos que se demuestran en sus obras para autentificar el concepto de identidad de género y su reasignación a las normas sociales. Esto es particularmente evidente en el poema de Shipley "Boys Witch Flowers", donde su sintaxis articula intencionalmente la textualización del género.
Este género de obra literaria alienta a los lectores cisgénero y transgénero a superar las narrativas que apoyan ideologías que sugieren perspectivas “normativas” sobre el género que son degradantes y excluyentes. “What it Feels like to be Transgender” de Lee Mokobe destaca la amenaza inercial de la religión occidental contra la identidad trans, un tema comúnmente recurrente entre la comunidad queer. Estas narraciones pueden servir de afirmación para muchos de aquellos que se encuentran en conflicto de la misma manera.

### Temas típicos
A través de la poesía trans, los individuos ilustran sus experiencias de maltrato a través de sucesos personales y contradicciones de creencias sociales comunes. Este género de poesía a menudo tiene como objetivo abordar los obstáculos relacionados con la transidentidad a través de los roles de la religión, la sociedad y la política. A través del poema de Lee Mokobe, el lector se dirige al tema de la religión, los sentimientos de negligencia hacia Dios y las experiencias de la infancia viviendo con creencias heteronormativas forzadas. Este género de poesía explora temas delicados como la invisibilidad hipotética, las dificultades para mantener el bienestar mental, exhibidas como entretenimiento para otros, y la muerte de otras personas transgénero.
Las experiencias de disforia de género y las luchas por aceptar sus identidades también se comparten a través de la poesía trans. A diferencia de los elementos negativos de la poesía trans, este género también ilustra ejemplos de aceptación y reflexión de la propia identidad. El objetivo de estas obras literarias es ofrecer apoyo y consuelo, tanto al autor como al lector. El logro de incluir estos elementos en sus poemas cautiva al lector a través de experiencias compartidas, estableciendo relación, inclusión y protección para todos los lectores.[cita requerida]